# LV-5131
La LV-5131 és una carretera antigament anomenada veïnal, actualment gestionada per la Diputació de Lleida. La L correspon a la demarcació provincial de Lleida, i la V a la seva antiga consideració de veïnal.
És una carretera del Pallars Sobirà, de la xarxa local de Catalunya, de 6,55 quilòmetres de llargària, que té l'origen a la carretera C-13/N-260 en el terme de Sort, al Pont de l'Hostal Nou, prop del Santuari de la Mare de Déu del Soler, i el destí final en un punt sense cap nucli de població, en el Bosc de Saverneda, prop de la Font del Serni, a 1.016,2 m. alt. En aquest punt enllaça amb la pista rural anomenada Carretera de Puiforniu, que mena al poble d'aquest nom, i amb la que mena al poble de Tornafort, del terme municipal de Soriguera, sempre al Pallars Sobirà. Del quilòmetre 4,8 d'aquesta carretera surt també la pista de Malmercat, també del terme de Soriguera.
En els seus 6,55 quilòmetres de recorregut puja 344,7 metres.
Trepitja dos termes municipals: Sort (antic terme d'Enviny, molt breument, i Soriguera, on passa pel nucli de l'Hostal Nou, o Saverneda, abans de completar el primer quilòmetre del seu recorregut.